# Skrajny Smreczyński Grzbiet

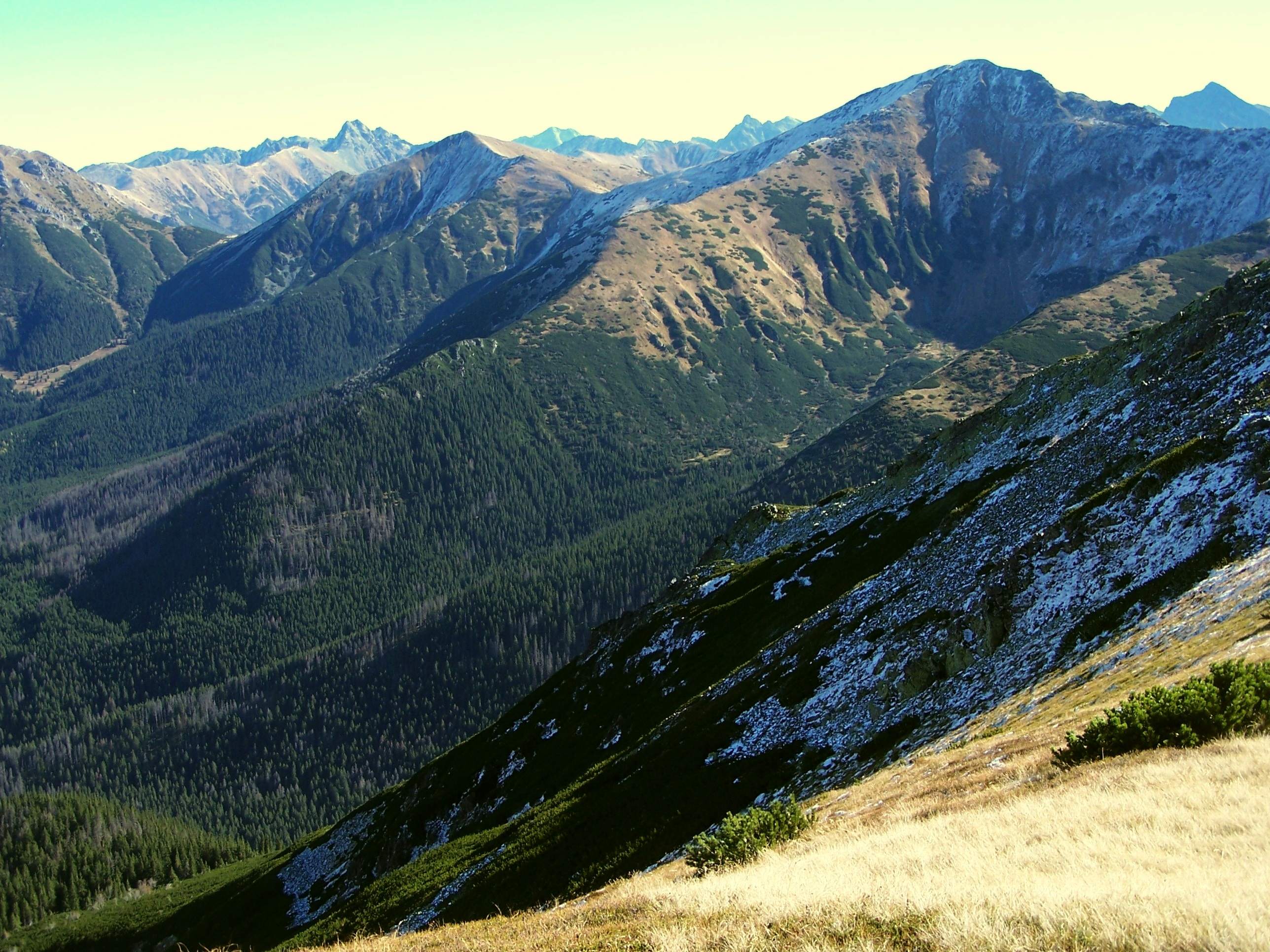
Z prawej strony u góry Smreczyński Wierch i opadający z niego Skrajny Smreczyński Grzbiet i Jaferowy Grzbiet

Skrajny Smreczyński Grzbiet – długi, boczny grzbiet Smreczyńskiego Wierchu w polskich Tatrach Zachodnich, oddzielający Dolinę Tomanową od Doliny Pyszniańskiej. Zbiega od zachodniego wierzchołka Smreczyńskiego Wierchu (2068 m) w północnym kierunku, oddzielając Skrajną Suchą Dolinę Smreczyńską (odgałęzienie Doliny Tomanowej) od Dolinki (odgałęzienie Doliny Pyszniańskiej). Mniej więcej w połowie swojej długości grzbiet ten rozgałęzia się na 2 ramiona; północno-zachodnie ramię z Jaferową Kopą nosi nazwę Jaferowego Grzbietu. Pomiędzy tymi ramionami znajduje się Jaferowy Żleb.
W Skrajnym Smreczyńskim Grzbiecie znajduje się Jaskinia Maleńka w Smreczyńskim Wierchu.
Grzbiet znajduje się poza szlakami turystycznymi. Dawniej były to tereny wypasowe, należące do Hali Pysznej i Hali Smreczyny (przez grzbiet przebiegała granica między tymi halami), dawno jednak, bo już na początku XX w., gdy tereny te wykupił hrabia Władysław Zamoyski, ograniczono tutaj wypas, od 1927 zniesiono go zupełnie, a w 1947 powstał tutaj pierwszy w Tatrach ścisły rezerwat przyrody Tomanowa-Smreczyny, później, po utworzeniu TPN-u przemianowany na obszar ochrony ścisłej „Pyszna, Tomanowa, Pisana”. Na dawnych halach odtworzył się już typowy dla Tatr piętrowy układ roślinności.